# Персидские походы Одената
Персидские походы Одената — походы пальмирского царя Одената в Персию. В результате этого похода были одержаны значительные победы.

## Предыстория похода
После пленения Валериана весь римский восток подвергся грабежу персов. Был взят Нисибис, пала Антиохия.
В результате ослабления императорской власти с 260 года по 274 год от Римской империи были отделены северные и восточные провинции, образовавшие Галльскую империю и Пальмирское царство. Евтропий так писал об этом:
Таким образом, в то время, когда Галлиен совершенно забросил дела римского государства, оно было спасено на Западе Постумом, на Востоке — Оденатом.
На севере военачальник Постум провозгласил себя императором Галльской империи, в состав которой вошли: Германия, Галлия, Испания, Британия. Это было государство, копировавшее по устройству Римскую империю, со своим собственными сенатом и консулами. Постоянной задачей галльских императоров была защита границ по Рейну.
На востоке образовалось Пальмирское царство, в состав которого вошли: Малая Азия, Сирия и Египет. Постоянной задачей пальмирских царей была защита границ от атак персов. Первый пальмирский царь Оденат получил от римского императора Галлиена титул Corrector Orientis (рус. Корректор Востока) за свои победы над персами.

## Силы сторон
Так как восточные римские легионы были в подчинении у Одената, то скорее всего он использовал некоторую их часть в своей кампании. Так же возможно участвовала в походе и пальмирская армия.

## Ход кампании
Сначала Оденат хотел заключить мир с персидским царём Шапуром I, но когда его дары были отвергнуты им, то он понял, что единственный выход, это начать войну с Персией. В то время заведующий финансами императора Валериана Макриан Старший собрал остатки восточной армии у Самосаты, а префект претория Баллиста разбил персов около Корика в Киликии и отогнал их до Евфрата. Тем временем Оденат тоже разбил персов во время их переправы через Евфрат. Это была первая победа Одената над персидской армией. После этого Галлиен присвоил ему титул дукса Востока (лат. dux Orientis). Затем в 261 году Оденат подавил восстание Макрианов, за что Галлиен дал ему титул царя и императора римского. Тем самым Оденат упрочил своё положение на Востоке и начал готовиться к походу на персов.
В 262 году внушительная армия под командованием Одената перешла Евфрат и после жестоких сражений заняла Нисибис (который по свидетельству Зосима сровнял с землей). Затем была отвоевана вся римская Месопотамия. Возможно была возвращена Армения. За эти победы Галлиен назначил Одената корректором Востока.
В 263 году Оденат разгромил Шапура в окрестностях Ктесифона, завладев богатой добычей. В честь этой победы Галлиен принял титул «Парфянский Величайший». Во время похода 264 года Оденат вероятно дошел до Тигра, а также запер персов в Ктесифоне.

## Последствия
Во время подготовки новой кампании против персов, Оденат был убит в результате заговора в Эмесе. На востоке авторитет императорской власти вновь окреп. Пальмирское царство просуществовало до 272 года, когда император Аврелиан захватил его. Он одержал победу над небольшими персидскими отрядами.